# Sesameae
Sesameae Dumort., 1829 è una tribù di piante angiosperme appartenenti alla famiglia delle Pedaliaceae.

## Etimologia
Il nome della tribù deriva dal suo genere tipo Sesamum L. il cui nome (derivato dal nome semitico "simsim" per la pianta del sesamo) è stato dato dal medico, geografo e aforista greco antico, considerato il padre della medicina, Ippocrate (Coo, 460 a.C. circa – Larissa, 377 a.C.). Il nome scientifico è stato definito dal botanico, naturalista e politico belga Barthélemy Charles Joseph Dumortier (Tournai, 3 aprile 1797 – 9 giugno 1878) nella pubblicazione "Analyse des Familles de Plantes: avec l'indication des principaux genres qui s'y rattachent. Tournay -  Anal. Fam. Pl.: 22." del 1829.

## Descrizione

### Portamento
Il portamento delle specie di questa tribù varia da erbe perenni o annuali a arbusti. Le piante sono inoltre prive di spine. Nelle piante perenni erbacee sono presenti radici tuberose. I fusti possono essere eretti e ascendenti oppure procombenti o prostrati; a volte sono tomentosi.

### Foglie

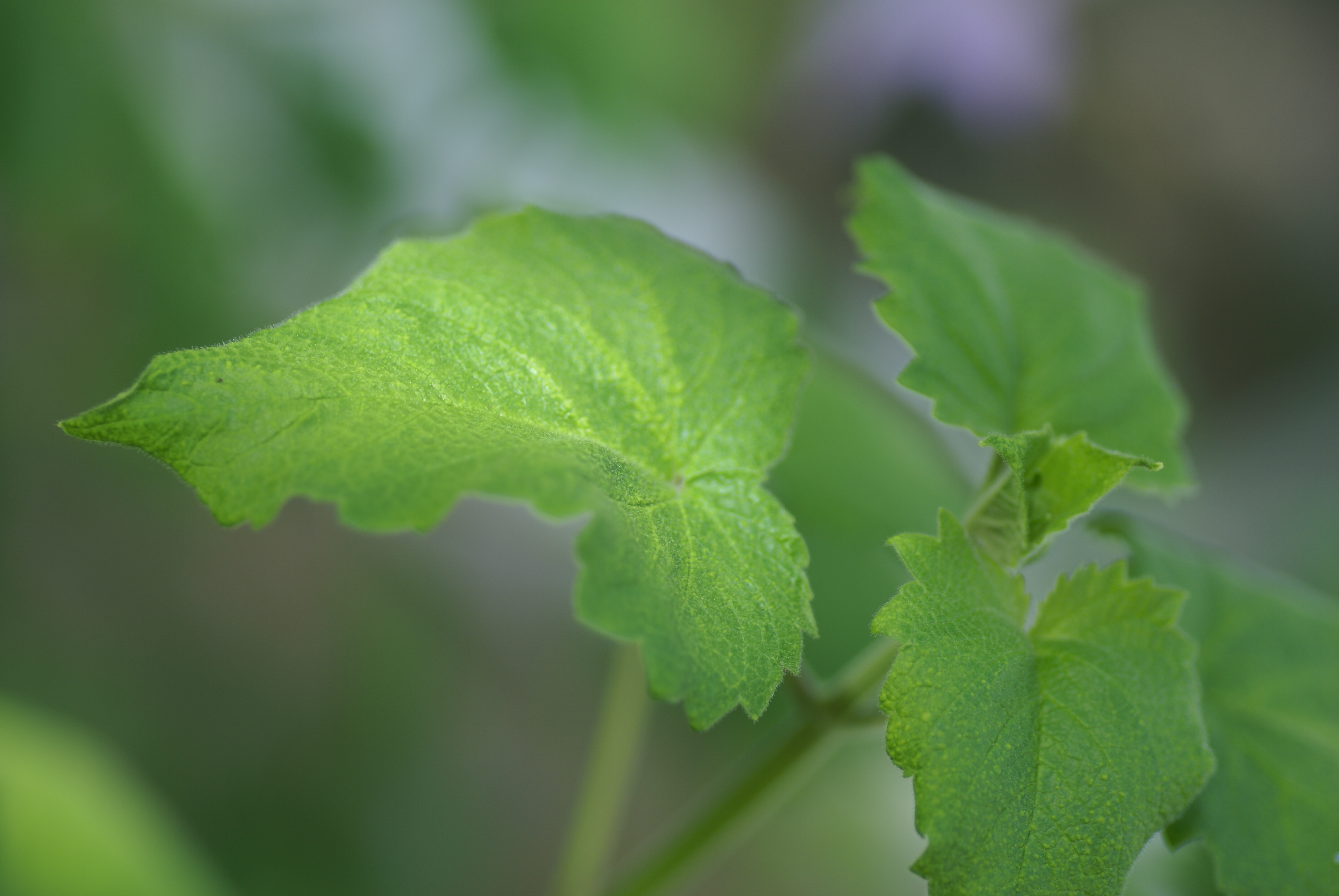
Le foglie
Sesamum trilobum

Le foglie, decidue, lungo il caule sono disposte in modo opposto e non sono succulente; nella parte alta delle piante la disposizione può essere alterna. Possono essere sia picciolate che sessili. Normalmente sono semplici con lamine intere con forme diverse da lineari a ampiamente oblungo-lanceolate oppure circolari, ovate, cuoriformi e reniformi; ma anche digitate, lobate o pennatopartite. Le stipole sono assenti. Sono presenti diverse specie con fogliame polimorfico (in Sesamum le foglie basali sono ovate e dentate oppure trilobate, quelle superiori sono progressivamente ridotte e strettamente lanceolate).

### Infiorescenze
Le infiorescenze sono formate da fiori solitari alle ascelle delle foglie. I fiori sono pedicellati.

### Fiori

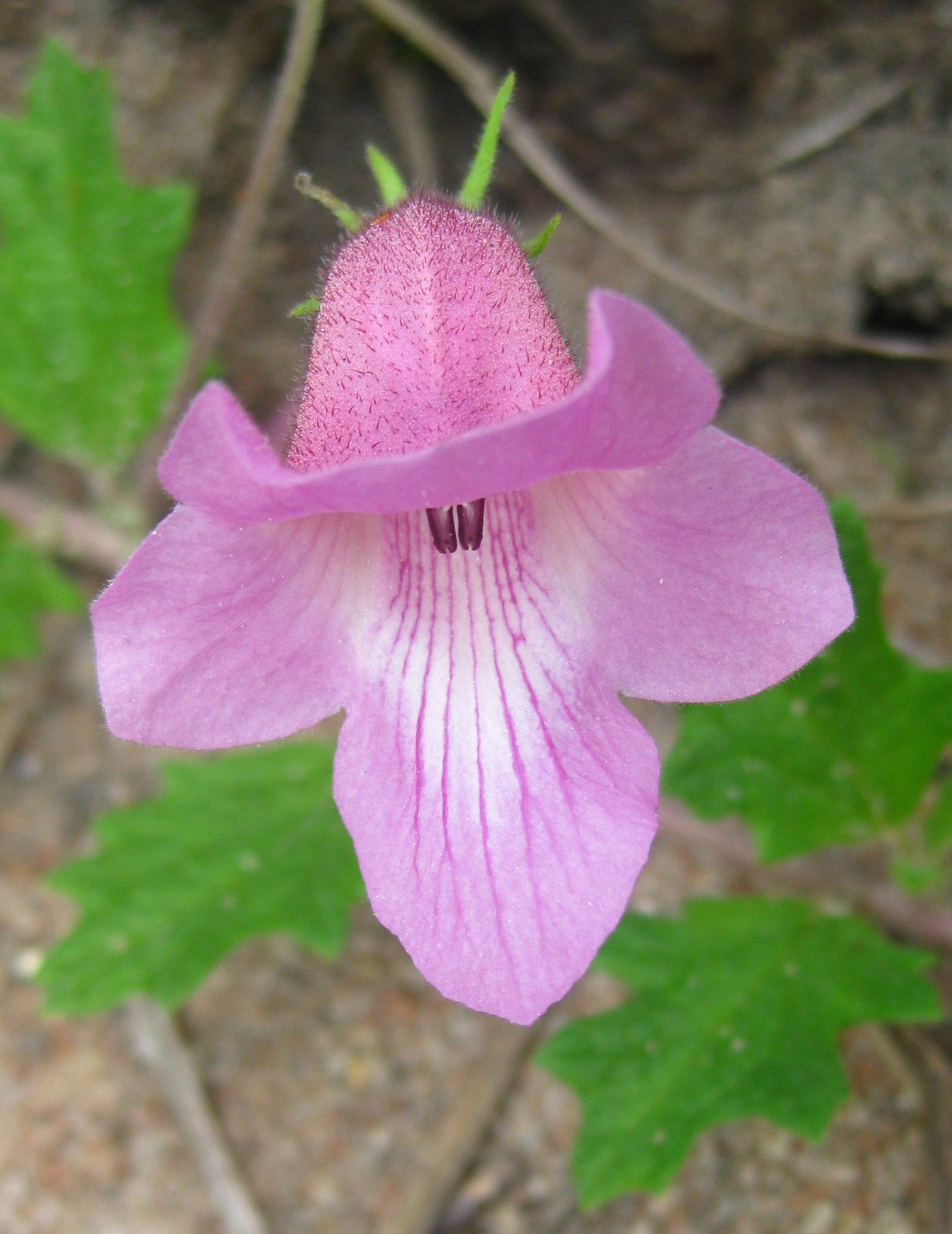
I fiori
Sesamum senecioides

I fiori sono ermafroditi, debolmente o fortemente zigomorfi e tetraciclici (ossia formati da 4 verticilli: calice– corolla – androceo – gineceo) e pentameri (i verticilli del perianzio hanno 5 elementi). I fiori sono ipogini.
- Formula fiorale:

x K (5), [C (5/2+3), A 2+2], G (2), supero, capsula.
- Il calice, deciduo o persistente, piccolo rispetto alla corolla, di norma è formato da 5 elementi (sepali) concresciuti alla base (calice gamosepalo). Il lobo superiore in genere è più piccolo.

- La corolla gamopetala è tubolosa con un tubo obliquo con forme da cilindriche a campanulate (o coniche) terminante con 5 lobi più o meno uguali (con il labbro inferiore più sviluppato) e patenti oppure la corolla è sub-bilabiata con struttura 2/3. Spesso la corolla è stretta alla base, oppure è gibbosa nella parte adassiale, raramente è speronata. I colori sono bianco, roseo e porpora o varietà di questi colori.

- L'androceo è formato da 4 stami didinami fertili e un quinto ridotto ad un piccolo staminoide; tutti gli stami sono in posizione epipetala e inclusi all'interno della corolla. I filamenti sono adnati alla corolla. Le antere sono basifisse. Le teche sono 2 ed hanno delle forme oblunghe e non sono divergenti. La deiscenza delle antere è longitudinale. La morfologia del polline è monadica. Il disco nettarifero è ipogino, a consistenza carnosa, generalmente consistente e spesso asimmetrico.

- Il gineceo è bicarpellare (sincarpico - formato dall'unione di due carpelli connati) ed ha un ovario supero tetraloculare.  La placentazione è assile. I loculi spesso sono parzialmente o completamente divisi da falsi setti, contenente da uno a più ovuli attaccati centralmente alla placenta. Gli ovuli sono pendenti o ascendenti e sono numerosi per ogni loculo e hanno un solo tegumento e sono tenuinucellati (con la nocella, stadio primordiale dell'ovulo, ridotta a poche cellule).[8] Lo stilo è filiforme e unico inserito all'apice dell'ovario con stigma in genere bifido (lo stilo sovrasta gli stami).

### Frutti

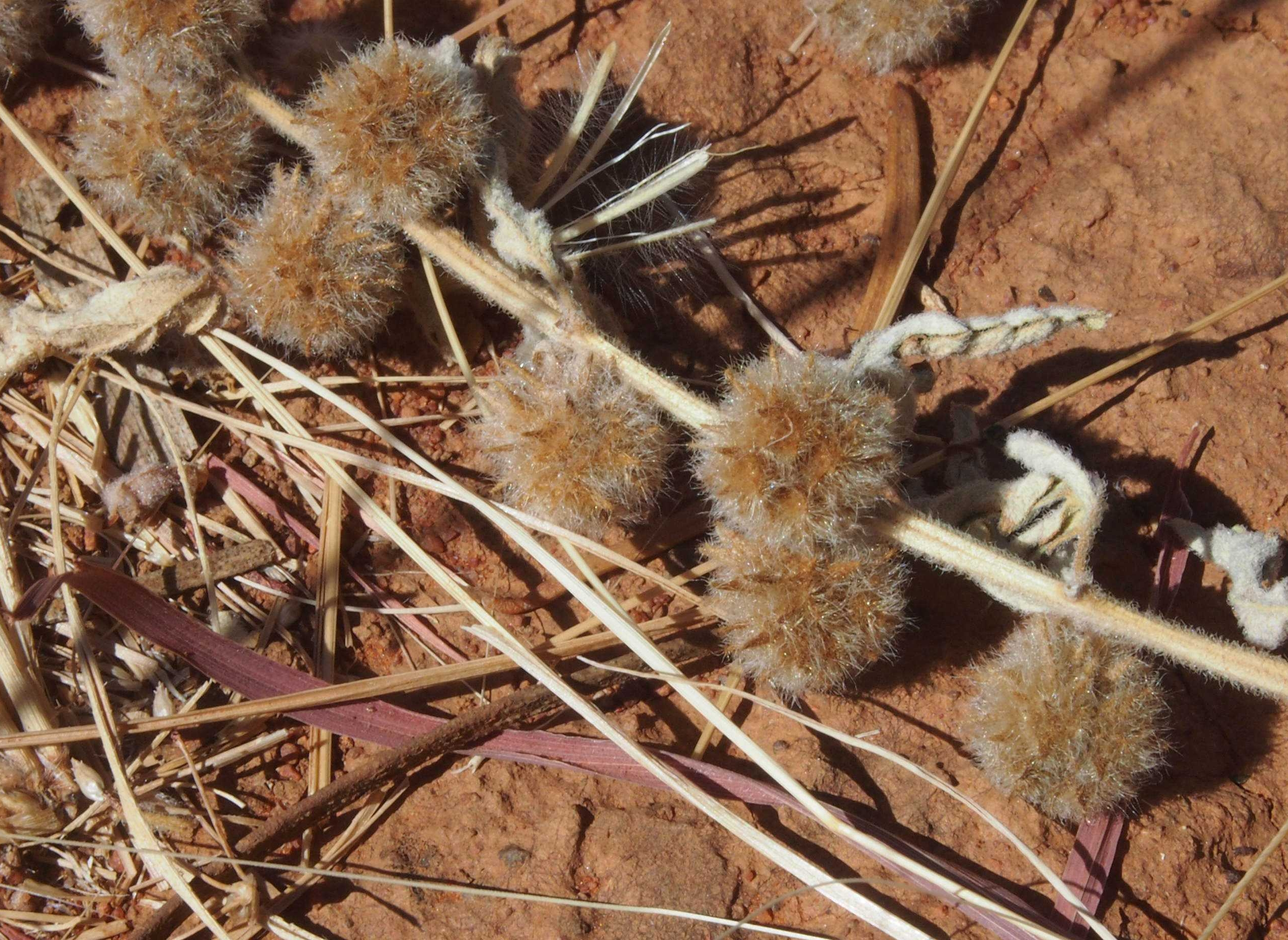
I frutti
Sesamum eugeniae

I frutti sono delle capsule loculicide (4-loculari) prismatiche; sono coriacei o raramente legnosi. In genere hanno delle emergenze a forma di corni o spine. La deiscenza può essere incompleta. I semi, numerosi, hanno un endosperma carnoso ma sottile e hanno la superficie rugosa; la forma è amigdaloide (simile ad una mandorla) compressa; contengono sostanze oleaginose. Dimensione dei semi 2 – 3 mm.

## Biologia
Le specie di questo raggruppamento si riproducono per impollinazione tramite insetti (impollinazione entomogama) o il vento (impollinazione anemogama).
La dispersione dei semi avviene inizialmente a causa del vento (dispersione anemocora); una volta caduti a terra sono dispersi soprattutto da insetti tipo formiche (mirmecoria). I frutti invece sono dispersi dagli animali più grandi in quanto sono provvisti di uncini per aderire ai loro piedi (disseminazione zoocora).

## Distribuzione e habitat
Le specie di questo gruppo sono prevalentemente africane con habitat più o meno tropicali. La sezione Chamaesesamum del genere Sesamum è relativa all'India e Sri Lanka.

## Tassonomia
La famiglia Pedaliaceae comprende 11 generi con circa 90 specie con una distribuzione cosmopolita. La tribù Sesameae è una delle 3 tribù nella quale è divisa la famiglia.
La tribù comprende 3 generi e 34 specie:
- Dewinteria van Jaarsv. & A.E.van Wyk, 2007 (1 sp.)
- Linariopsis Welw., 1869 (2 spp.)
- Sesamum L., 1753 (31 spp.)

## Usi
L'interesse maggiore è per il genere Sesamum i cui semi contengono olio.